# July 1978: The Complete Recordings
July 1978: The Complete Recordings est un coffret de 12 CD proposant l'intégralité des cinq concerts données par le Grateful Dead en juillet 1978.
Sorti le 16 mai 2016, ce coffret a fait l'objet d'une édition limitée de 16 500 copies. 

## Liste des concerts
- 1er juillet – Arrowhead Stadium, Kansas City, Missouri
- 3 juillet – St. Paul Civic Center Arena, Saint Paul, Minnesota
- 5 juillet – Omaha Civic Auditorium, Omaha, Nebraska
- 7 juillet – Red Rocks Amphitheatre, Morrison, Colorado
- 8 juillet – Red Rocks Amphitheatre, Morrison, Colorado

## Musiciens
- Jerry Garcia, guitare, chant.
- Donna Jean Godchaux, chœurs.
- Keith Godchaux, claviers.
- Mickey Hart, Batterie.
- Bill Kreutzmann, batterie.
- Phil Lesh, basse, chant.
- Bob Weir, guitare, chant.

## Liste des titres

### 1erjuillet 1978 – Arrowhead Stadium

#### Disque un
- Set 1 :

1. Bertha → (Jerry Garcia, Robert Hunter) – 7:02
2. Good Lovin'  (Arthur Resnick, Rudy Clark) – 6:30
3. Tennessee Jed (Garcia, Hunter) – 8:49
4. Jack Straw (Bob Weir, Hunter) – 6:03
5. Friend of the Devil → (Garcia, John Dawson, Hunter) – 8:20
6. Me and My Uncle → (John Phillips) – 2:56
7. Big River (Johnny Cash) – 5:16

#### Disque deux
- Set 2 :

1. Terrapin Station → (Garcia, Hunter, Kreutzmann, Hart) – 11:01
2. Playing in the Band → (Weir, Mickey Hart, Hunter) – 8:56
3. Rhythm Devils → (Hart, Bill Kreutzmann) – 4:06
4. Space → (Garcia, Phil Lesh, Weir, Keith Godchaux) - 3:51
5. Estimated Prophet → (Weir, John Barlow) – 11:05
6. The Other One → (Weir, Kreutzmann) – 5:13
7. Wharf Rat → (Garcia, Hunter) – 10:01
8. Around and Around (Chuck Berry) – 8:25

- Rappels

1. Johnny B. Goode (Berry) – 4:15

### 3 juillet 1978 – St. Paul Civic Center Arena

#### Disque un
- Set 1 :

1. New Minglewood Blues (Traditional) – 5:40
2. Loser (Garcia, Hunter) – 7:35
3. Looks Like Rain (Weir, Barlow) – 7:51
4. Ramble On Rose (Garcia, Hunter) – 7:25
5. Mexicali Blues → (Weir, Barlow) - 3:26
6. Mama Tried (Merle Haggard) – 3:24
7. Peggy-O (traditional, arranged by Grateful Dead) – 8:09
8. Cassidy (Weir, Barlow) – 5:08
9. Deal → (Garcia, Hunter) – 6:13
10. The Music Never Stopped (Weir, Barlow) – 8:20

#### Disque deux
- Set 2 :

1. Scarlet Begonias → (Garcia, Hunter) – 10:16
2. Fire on the Mountain (Hart, Hunter) – 9:39
3. Dancing in the Street → (Marvin Gaye, Ivy Jo Hunter, William "Mickey" Stevenson) – 13:32
4. Rhythm Devils → (Hart, Kreutzmann) – 11:10
5. Not Fade Away → (Charles Hardin, Norman Petty) – 6:46
6. Stella Blue → (Garcia, Hunter) – 10:51
7. Sugar Magnolia (Weir, Hunter) – 9:19

- Rappel

1. Werewolves of London (LeRoy Marinell, Waddy Wachtel, Warren Zevon) – 7:12

### 5 juillet 1978 - Omaha Civic Auditorium

#### Disque un
- Set 1 :

1. Sugaree (Garcia, Hunter) –9:51
2. Beat It On Down the Line (Jesse Fuller) – 3:28
3. They Love Each Other (Garcia, Hunter) – 7:12
4. Looks Like Rain (Weir, Barlow) – 7:59
5. Dire Wolf (Garcia, Hunter) – 3:49
6. It's All Over Now (Bobby Womack, Shirley Womack) – 8:22
7. Candyman (Hunter, Garcia) – 6:41
8. Lazy Lightning → (Weir, Barlow) – 3:27
9. Supplication (Weir, Barlow) –5:27

- Set 2 :

1. Deal (Garcia, Hunter) – 6:13
2. Samson and Delilah (traditional, arranged by Grateful Dead) – 7:08
3. Ship of Fools (Garcia, Hunter) – 7:41

#### Disque deux
1. Estimated Prophet → (Weir, Barlow) – 12:42
2. Eyes of the World → (Garcia, Hunter) – 12:23
3. Rhythm Devils → (Hart, Kreutzmann) – 7:56
4. Space → (Garcia, Lesh, Weir, Godchaux) - 7:28
5. Wharf Rat → (Garcia, Hunter) – 9:43
6. Truckin'  → (Garcia, Lesh, Weir, Hunter) – 7:29
7. Iko Iko → (James "Sugar Boy" Crawford, Barbara Ann Hawkins, Rosa Lee Hawkins, Joan Marie Johnson) – 7:23
8. Around and Around (Berry) – 8:27

- Rappel

1. Promised Land (Chuck Berry) – 4:13

### 7 juillet 1978 – Red Rocks Amphitheatre

#### Disque un
- Set 1 :

1. Jack Straw (Bob Weir, Hunter) – 5:49
2. Candyman (Hunter, Garcia) – 6:41
3. Me and My Uncle → (John Phillips) – 3:00
4. Big River (Johnny Cash) – 5:53
5. Friend of the Devil (Garcia, John Dawson, Hunter) – 8:36
6. Cassidy (Weir, Barlow) – 5:06
7. Tennessee Jed (Garcia, Hunter) – 9:11
8. Passenger (Lesh, Peter Monk) – 5:31
9. Peggy-O (traditional, arranged by Grateful Dead) – 9:10
10. The Music Never Stopped (Weir, Barlow) – 8:13

#### Disque deux
- Set 2 :

1. Cold Rain and Snow (traditional, arranged by Grateful Dead) – 7:26
2. Beat It On Down the Line (Jesse Fuller) – 3:38
3. Scarlet Begonias → (Garcia, Hunter) – 10:18
4. Fire on the Mountain (Hart, Hunter) – 8:10

#### Disque trois
1. Dancing in the Street → (Marvin Gaye, Ivy Jo Hunter, William "Mickey" Stevenson) – 8:57
2. Rhythm Devils → (Hart, Kreutzmann) – 10:12
3. Space → (Garcia, Lesh, Weir, Godchaux) - 6:09
4. Not Fade Away → (Charles Hardin, Norman Petty) – 11:04
5. Black Peter → (Garcia, Hunter) – 10:29
6. Around and Around (Berry) – 8:44

- Rappels

1. U.S. Blues (Garcia, Hunter) – 5:55
2. Johnny B. Goode (Berry) – 4:16

### 8 juillet 1978 – Red Rocks Amphitheatre
Ce concert, le dernier de la tournée, a aussi fait l'objet d'une publication sous la forme d'un coffret simple de trois disques. Publié le même jour que le coffret retraçant l'intégralité de la tournée, ce coffret simple propose également l'intégralité du concert donné le 8 juillet. 

#### Disque un
- Set 1 :

1. Bertha → (Jerry Garcia, Robert Hunter) – 6:43
2. Good Lovin'  (Resnick, Clark) – 6:40
3. Dire Wolf (Garcia, Hunter) – 4:07
4. El Paso (Marty Robbins) – 4:25
5. It Must Have Been the Roses (Hunter) – 7:16
6. New Minglewood Blues (traditional, arranged by Grateful Dead) – 6:09
7. Ramble On Rose (Garcia, Hunter) – 8:34
8. Promised Land (Chuck Berry) – 4:37
9. Deal (Garcia, Hunter) – 6:26

- Set 2 :

1. Samson and Delilah" (traditional, arranged by Grateful Dead) – 7:44
2. Ship of Fools (Garcia, Hunter) – 7:45

#### Disque deux
1. Estimated Prophet → (Weir, Barlow) – 13:08
2. The Other One → (Weir, Kreutzmann) – 8:51
3. Eyes of the World → (Garcia, Hunter) – 10:34
4. Rhythm Devils → (Hart, Kreutzmann) – 10:29
5. Space → (Garcia, Godchaux, Lesh, Weir) – 5:03
6. Wharf Rat → (Garcia, Hunter) – 8:43
7. Franklin's Tower → (Garcia, Hunter, Kreutzmann) – 10:39
8. Sugar Magnolia (Weir, Hunter) – 9:31

#### Disque trois
- Rappels

1. Terrapin Station → (Garcia, Hunter, Kreutzmann, Hart) – 10:48
2. One More Saturday Night (Weir) – 5:13
3. Werewolves of London (Marinell, Wachtel, Zevon) – 6:44